# Lilyhammer
Lilyhammer – pierwszy oryginalny serial platformy Netflix w koprodukcji norwesko-amerykańskiej. Emitowany przez norweską stację publiczną NRK1 od 25 stycznia 2012 do 17 grudnia 2014 roku. W roli głównej wystąpił Steven Van Zandt.

## Opis fabuły
Były gangster z Nowego Jorku, Frank Tagliano (Steven Van Zandt), po zeznawaniu przeciwko mafii, zostaje wysłany przez FBI do Lillehammer w Norwegii w ramach programu ochrony świadka. Przybiera nowe nazwisko, Giovanni Henriksen, i postanawia osiedlić się tam na stałe. Próbuje zasymilować się z lokalną społecznością, lecz z powodu dużych różnic kulturowych nie zawsze się to udaje.

## Główne role
Źródło: 
- Steven Van Zandt jako Frank Tagliano / Giovanni Henriksen
- Trond Fausa Aurvåg jako Torgeir Lien
- Marian Saastad Ottesen jako nauczycielka Sigrid Haugli
- Anne Krigsvoll jako policjantka Laila Hovland
- Steinar Sagen jako taksówkarz Roar Lien
- Fridtjov Såheim jako Jan Johansen
- Svein Nordin jako adwokat Julius Backe